# 贝加讷
贝加讷（法語：Béganne，法語發音：[beɡan] ⓘ）是法国莫尔比昂省的一个市镇，属于瓦讷区。

## 地理
贝加讷（47°35'47"N, 2°14'24"W）面积35.5 平方千米，位于法国布列塔尼大區莫尔比昂省，该省份为法国西北部沿海省份，位于布列塔尼半岛南部，北起阿摩尔滨海省、西接菲尼斯泰尔省，南濒大西洋，东南接大西洋卢瓦尔省，东临伊勒-维莱讷省。
与贝加讷接壤的市镇（或旧市镇、城区）包括：圣戈尔贡、阿莱尔、圣多莱、尼维亚克、佩欧勒、卡当。

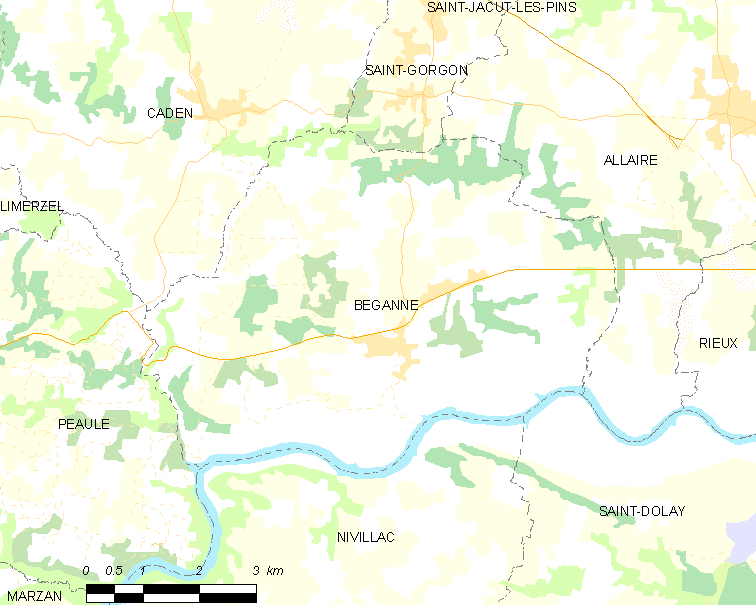
贝加讷的OSM定位图

贝加讷的时区为UTC+01:00、UTC+02:00（夏令时）。

## 行政
贝加讷的邮政编码为56350，INSEE市镇编码为56011。

## 政治
贝加讷所属的省级选区为盖尔县。

## 人口

1962-2008年间贝加讷人口变化图示

贝加讷于2022年1月1日时的人口数量为1458人。